# Orgel der Moritzkirche (Halle)
Die Orgel der Moritzkirche (Halle), im Volksmund kurz Moritzorgel genannt, wurde im Jahre 1925 als opus 1307 von der Firma W. Sauer Orgelbau Frankfurt (Oder) erbaut. Sie verfügt über 63 Register (darunter 4 Transmissionen), verteilt auf drei Manuale und Pedal. Die Traktur ist rein pneumatisch, das Windladensystem der Spieltraktur ist die Taschenlade.
Sie ist als Denkmalorgel ein bedeutendes Beispiel deutscher spätromantischer Orgelbaukunst. Nach Registeranzahl ist sie vor der Eule-Orgel der Kathedrale St. Sebastian in Magdeburg die größte Orgel des römisch-katholischen Bistums Magdeburg und vor der Schuke-Orgel der Marktkirche Unser Lieben Frauen die größte Orgel der Stadt Halle.

## Baugeschichte

### Frühere Orgeln
1624–1626 baute Johann Heinrich Compenius eine neue Orgel mit zwei Manualen, Pedal und 29 Registern, darunter eine Transmission.  Diese Orgel wurde 1772 umgebaut von Johann Christoph Zuberbier und 1842–1843 ersetzt durch eine neue Orgel von Johann Friedrich Schulze mit drei Manualen und 40 Registern. 1909 wurde diese Orgel umgebaut durch Julius Strobel Söhne; sie besaß danach 44 Register.

### Neubau durch Sauer 1925–1927
Da dieser Umbau missglückt war, regte Adolf Wieber, Organist der Moritzkirche, in den 1920er Jahren einen Orgelneubau in der Moritzkirche an; daraufhin kam es 1925 zu Verhandlungen mit Wilhelm Rühlmann (Zörbig) und Wilhelm Sauer (Frankfurt (Oder)). Die Firma Sauer erhielt den Auftrag zum Bau der neuen Orgel. Der endgültige Kostenanschlag, der am 17. Juni 1925 zur Auftragserteilung führte, lautete über 32.200,- Reichsmark. Die Firma Sauer nahm Teile der alten Orgel in Zahlung, verwendete diese aber nicht für den Bau der neuen Orgel.
In vielen anderen wichtigen Kirchen der Stadt standen Orgeln der Firma Rühlmann, beispielsweise in der Marktkirche Unser Lieben Frauen, in der Ulrichskirche (heutige Konzerthalle) und in weiteren Kirchen. Diese Orgeln waren noch von der damals üblichen industriellen Fertigung geprägt; Sauer hingegen war davon bereits wieder abgekommen.
Am 13. September 1925 fand die Einweihung der Orgel durch den Thomaskantor Günther Ramin statt; das Abnahmegutachten erstellte Oscar Rebling, damals Organist an der Marktkirche Unser Lieben Frauen. Die Orgel verfügte zunächst über 53 Register. Sowohl im Spieltisch als auch im Orgelinneren ließ man Raum für spätere Erweiterungen, die in den Jahren 1926 und 1927 erfolgten. Danach hatte die Orgel ihren heutigen Bestand von 63 Registern erreicht. Die Orgel war durchaus auch als Konzertinstrument vorgesehen, wie der Ausbau der Manualklaviaturen auf fünf ganze Oktaven und die Ausstattung mit Spielhilfen zeigen. Somit wurde die Orgel neben dem Gebrauch in den Gottesdiensten auch zu Konzerten genutzt. Sie hatte folgende Disposition:
| I Manual C–c4     |        |
| Bourdun           | 16′    |
| Bratsche          | 16′    |
| Principal         | 08′    |
| Doppelflöte       | 08′    |
| Gemshorn          | 08′    |
| Gambe             | 08′    |
| Dulciana          | 08′    |
| Quinte            | 5 1⁄3′ |
| Oktav             | 04′    |
| Rohrflöte         | 04′    |
| Prästant          | 02′    |
| Cornett III–VIII  |        |
| Hintersatz III–V0 |        |
| Cymbel IV         |        |
| Trompete          | 08′    |
| Tuba              | 08′    |
| Krumbhorn         | 08′    |

| II Schwellwerk C–c4 |     |
| Nachthorn           | 16′ |
| Flötenprincipal     | 08′ |
| Grobgedackt         | 08′ |
| Konzertflöte        | 08′ |
| Quintatön           | 08′ |
| Viola               | 08′ |
| Querflöte           | 04′ |
| Gambetta            | 04′ |
| Piccolo             | 02′ |
| Schwiegel           | 01′ |
| Sesquialtera II     |     |
| Progressiv III–IV0  |     |
| Scharff VI          |     |
| Fagott              | 16′ |
| Oboe                | 08′ |
| Geigendregal        | 04′ |
|                     |     |
| Tremulant           |     |

| III Schwellwerk C–c4(–c5)* |        |
| Liebl. Gedackt             | 16′    |
| Geigenprincipal            | 08′    |
| Gedackt                    | 08′    |
| Traversflöte               | 08′    |
| Salicional                 | 08′    |
| Aeoline                    | 08′    |
| Vox celestis (ab c0)0      | 08′    |
| Flauto dolce               | 04′    |
| Fugara                     | 04′    |
| Zartquinte*                | 2 ⁄3′  |
| Flageolett*                | 02′    |
| Terz*                      | 1 3⁄5′ |
| Mixtur III–IV              |        |
| Horn                       | 08′    |
| Vox humana                 | 08′    |
|                            |        |
| Tremulant                  |        |

| Pedal C–1           |     |
| Principalbass       | 16′ |
| Kontrabass          | 16′ |
| Subbass             | 16′ |
| Zartbass (aus III)0 | 16′ |
| Violon (aus I)      | 16′ |
| Octavbass           | 08′ |
| Bassflöte (aus II)  | 08′ |
| Cello (aus I)       | 08′ |
| Flötbass            | 04′ |
| Rauschpfeife IV     |     |
| Rankett             | 32′ |
| Posaune             | 16′ |
| Tromba              | 08′ |
| Clairon             | 04′ |
| Singend Cornett     | 02′ |

Im Schwellwerk sind alle Register bis auf die mit * gekennzeichneten bis zum c5 ausgebaut
- Koppeln:
  - Normalkoppeln: III/II, III/I, II/I, I/P, II/P, III/P, P/II.
  - Superoktavkoppeln: Super III, Super III/II, Super III/I.
  - Suboktavkoppeln: Sub III, Sub III/II, Sub III/I.
- Spielhilfen: 2 freie Kombinationen, feste Kombinationen: P, MF, F, FF, Tutti, Bläserchor, Flötenchor, Streicherchor, Auslöser, Walze ab, Zungen ab, Handregister ab, Koppeln aus der Walze, Handregister zu Fr. Komb., Crescendo-Walze, Pedal ab, Manual 16′ ab, Ausschaltungen.

### Umbau 1945
Einschneidende Veränderungen an der Orgel gab es im Jahre 1945, als Kantor Heinz Wunderlich an der Moritzkirche als Organist tätig war: Ein Orgelbauer aus Crimmitschau (Michel) veränderte acht Register im Sinne der Orgelbewegung. Sie hatte danach folgende Disposition:
| I Manual C–c4    |       |
| Quintade         | 16′   |
| Bratsche         | 16′   |
| Principal        | 08′   |
| Doppelflöte      | 08′   |
| Gemshorn         | 08′   |
| Dulciana         | 08′   |
| Oktav            | 04′   |
| Rohrflöte        | 04′   |
| Quinte           | 2 ⁄3′ |
| Prästant         | 02′   |
| Quinte           | 1 ⁄3′ |
| Cornett III–VIII |       |
| Hintersatz III–V |       |
| Cymbel IV        |       |
| Trompete         | 08′   |
| Tuba             | 08′   |
| Krumbhorn        | 08′   |

| II Schwellwerk C–c4 |     |
| Nachthorn           | 16′ |
| Flötenprincipal     | 08′ |
| Grobgedackt         | 08′ |
| Konzertflöte        | 08′ |
| Quintatön           | 08′ |
| Octave              | 04′ |
| Querflöte           | 04′ |
| Octave              | 02′ |
| Piccolo             | 02′ |
| Schwiegel           | 01′ |
| Sesquialtera II     |     |
| Progressiv III–IV   |     |
| Fagott              | 16′ |
| Zimbel VI           |     |
| Geigendregal        | 04′ |
|                     |     |
| Tremulant           |     |

| III Schwellwerk C–c4(–c5)* |        |
| Liebl. Gedackt             | 16′    |
| Geigenprincipal            | 08′    |
| Gedackt                    | 08′    |
| Traversflöte               | 08′    |
| Aeoline                    | 08′    |
| Vox celestis (ab c0)       | 08′    |
| Octave                     | 04′    |
| Flauto dolce               | 04′    |
| Zartquinte*                | 2 ⁄3′  |
| Flageolett*                | 02′    |
| Terz*                      | 1 3⁄5′ |
| Quinte                     | 1 ⁄3′  |
| Mixtur III–IV              |        |
| Horn                       | 08′    |
| Vox humana                 | 08′    |
|                            |        |
| Tremulant                  |        |

| Pedal C–1                           |       |
| Principalbass                       | 16′   |
| Kontrabass                          | 16′   |
| Subbass                             | 16′   |
| Zartbass (aus III: Liebl. Gedackt)0 | 16′   |
| Violon (aus I: Bratsche 16′)        | 16′   |
| Octavbass                           | 08′   |
| Bassflöte (aus II: Konzertflöte 8′) | 08′   |
| Flötbass                            | 04′   |
| Octave (aus II: Octave 2′)          | 02′ ′ |
| Rauschpfeife IV                     |       |
| Rankett                             | 32′   |
| Posaune                             | 16′   |
| Tromba                              | 08′   |
| Clairon                             | 04′   |
| Singend Cornett                     | 02′   |

Im Schwellwerk sind alle Register bis auf die mit * gekennzeichneten bis zum c5 ausgebaut
- Koppeln:
  - Normalkoppeln: III/II, III/I, II/I, I/P, II/P, III/P, P/II.
  - Superoktavkoppeln: Super III, Super III/II, Super III/I.
  - Suboktavkoppeln: Sub III, Sub III/II, Sub III/I.
- Spielhilfen: 2 freie Kombinationen, feste Kombinationen: P, MF, F, FF, Tutti, Bläserchor, Flötenchor, Streicherchor, Auslöser, Walze ab, Zungen ab, Handregister ab, Koppeln aus der Walze, Handregister zu Fr. Komb., Crescendo-Walze, Pedal ab, Manual 16′ ab, Ausschaltungen.

Anmerkungen A
1. ↑  Bis 1945: Bourdun 16′.
2. ↑  Bis 1945: Quinte 5 1⁄3′.
3. ↑  Bis 1945: Gambe 8′.
4. ↑  Bis 1945: Gambetta 4′.
5. ↑  Bis 1945: Viola 8′.
6. ↑  Bis 1945: Oboe 8′.
7. ↑  Bis 1945: Salicional 8′.
8. ↑  Bis 1945: Fugara 4′.
9. ↑  Bis 1945: Cello 8′.

Bis 1969 war Helmut Gleim Kantor an der Moritzkirche. Er führte die Gepflogenheiten seiner Vorgänger Wieber und Wunderlich weiter.
Der Verfall der Orgel begann in den 70er Jahren, nachdem die Nutzung der Moritzkirche durch die damalige evangelische Gemeinde eingestellt wurde und die Orgel in Vergessenheit geriet. Bei der umfassenden Restaurierung des Gebäudes nach der Übergabe des Nutzungsrechts an die neu gegründete katholische Gemeinde von Halle-Neustadt war die Orgel schutzlos den Widrigkeiten während der Bauarbeiten ausgeliefert; letztlich wurde sie dadurch unspielbar. Es wurde von Sauer eine einmanualige Orgel mit acht Registern angeschafft, die 2002 an die Heilig-Geist-Kirche in Görzig verkauft wurde.

### Reparatur ab 1998

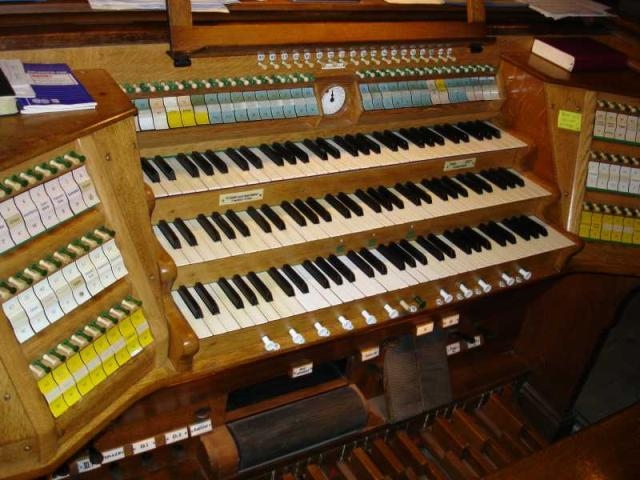
Spieltisch

Als 1979 Ernestine Frost als Kirchenmusikerin tätig wurde, gab es Bemühungen, die Orgel wieder spielbar zu machen. Die von der Firma Sauer veranschlagte Wartezeit betrug 15 Jahre. 1998/1999 wurde in einer ersten Phase durch Sauer die Orgel wieder spielbar gemacht.
1999 erklang die Orgel zum ersten Mal wieder nach zwanzig Jahren. Elf der 63 Register waren spielbar. Ein weiterer Bauabschnitt folgte in den Jahren 2000/2001: 13 weitere Register kamen hinzu, 2002 ein weiteres, womit 25 der insgesamt 63 Register und 2 der 3 Manuale spielbar waren.

## Disposition ab 2001 bis zur Restaurierung
| I Manual C–c4 |                   |       |   |
| 01.           | Quintade          | 16′   |   |
| 02.           | Bratsche          | 16′   |   |
| 03.           | Principal         | 08′   | s |
| 04.           | Doppelflöte       | 08′   | s |
| 05.           | Gemshorn          | 08′   | s |
| 06.           | Dulciana          | 08′   |   |
| 07.           | Oktav             | 04′   | s |
| 08.           | Rohrflöte         | 04′   |   |
| 09.           | Quinte            | 2 ⁄3′ |   |
| 10.           | Prästant          | 02′   |   |
| 11.           | Quinte            | 1 ⁄3′ | s |
| 12.           | Cornett III–VIII  |       |   |
| 13.           | Hintersatz III–V0 |       |   |
| 14.           | Cymbel IV         |       |   |
| 15.           | Trompete          | 08′   | s |
| 16.           | Tuba              | 08′   |   |
| 17.           | Krumbhorn         | 08′   |   |

| II Schwellwerk C–c4 |                    |     |   |
| 18.                 | Nachthorn          | 16′ | s |
| 19.                 | Flötenprincipal    | 08′ | s |
| 20.                 | Grobgedackt        | 08′ | s |
| 21.                 | Konzertflöte       | 08′ | s |
| 22.                 | Quintatön          | 08′ | s |
| 23.                 | Octave             | 04′ | s |
| 24.                 | Querflöte          | 04′ | s |
| 25.                 | Octave             | 02′ | s |
| 26.                 | Piccolo            | 02′ | s |
| 27.                 | Schwiegel          | 01′ | s |
| 28.                 | Sesquialtera II    |     | s |
| 29.                 | Progressiv III–IV0 |     | s |
| 30.                 | Zimbel VI          |     |   |
| 31.                 | Fagott             | 16′ | s |
| 32.                 | Geigendregal       | 04′ | s |
|                     | Tremulant          |     |   |

| III Schwellwerk C–c4(–c5)* |                       |        |
| 33.                        | Liebl. Gedackt        | 16′    |
| 34.                        | Geigenprincipal       | 08′    |
| 35.                        | Gedackt               | 08′    |
| 36.                        | Traversflöte          | 08′    |
| 37.                        | Aeoline               | 08′    |
| 38.                        | Vox celestis (ab c0)0 | 08′    |
| 39.                        | Octave                | 04′    |
| 40.                        | Flauto dolce          | 04′    |
| 41.                        | Zartquinte            | 2 ⁄3′  |
| 42.                        | Flageolett*           | 02′    |
| 43.                        | Terz*                 | 1 3⁄5′ |
| 44.                        | Quinte*               | 1 ⁄3′  |
| 45.                        | Mixtur III–IV         |        |
| 46.                        | Horn                  | 08′    |
| 47.                        | Vox humana            | 08′    |
|                            | Tremulant             |        |

| Pedal C–g1 |                      |     |   |
| 48.        | Principalbass        | 16′ |   |
| 49.        | Kontrabass           | 16′ |   |
| 50.        | Subbass              | 16′ | s |
| 51.        | Zartbass (= Nr. 33)0 | 16′ |   |
| 52.        | Violon (= Nr. 2)     | 16′ |   |
| 53.        | Octavbass            | 08′ | s |
| 54.        | Bassflöte (= Nr. 21) | 08′ |   |
| 55.        | Flötbass             | 04′ | s |
| 56.        | Octave (= Nr. 25)    | 02′ |   |
| 57.        | Rauschpfeife IV      |     |   |
| 58.        | Rankett              | 32′ |   |
| 59.        | Posaune              | 16′ |   |
| 60.        | Tromba               | 08′ |   |
| 61.        | Clairon              | 04′ | s |
| 62.        | Singend Cornett      | 02′ |   |

s = seit 2001 wieder spielbar
Im Schwellwerk sind alle Register bis auf die mit * gekennzeichneten bis zum c5 ausgebaut
- Koppeln:
  - Normalkoppeln: III/II, III/I, II/I<, I/P, II/P, III/P, P/II
  - Superoktavkoppeln: Super III, Super III/II, Super III/I.
  - Suboktavkoppeln: Sub III, Sub III/II, Sub III/I.
- Spielhilfen: 2 freie Kombinationen, feste Kombinationen: P, MF, F, FF, Tutti, Bläserchor, Flötenchor, Streicherchor, Auslöser, Walze ab, Zungen ab, Handregister ab, Koppeln aus der Walze, Handregister zu Fr. Kombination, Crescendo-Walze, Pedal ab, Manual 16′ ab, Ausschaltungen.

### Restaurierung ab 2009
Ein Förderverein setzte sich gemeinsam mit Florian Kleidorfer, der seit dem Jahre 2005 als Kirchenmusiker an der Moritzkirche Halle und der Propsteikirche Halle beschäftigt war, für die Fortsetzung einer denkmalgerechten und originalgetreuen Wiederherstellung der Sauer-Orgel ein.
Am 13. September 2005 und damit zum 80. Jahrestag der Orgelweihe, wurde der Orgel-Förderverein gegründet. Dieser dient der Förderung der Restaurierung der Orgel und bezweckt die ideelle und finanzielle Förderung aller unmittelbar und mittelbar daraufhin zielender Maßnahmen. Er ist als besonders förderungswürdig und gemeinnützig anerkannt. Es werden unter anderem Benefizkonzerte veranstaltet und dabei Spenden für die Orgel gesammelt.
Zusammen mit der Moritzgemeinde in der heutigen katholischen Pfarrei Halle-Mitte wurden zahlreiche Anstrengungen unternommen, um die nötigen finanziellen Mittel aufzubringen und die Orgel im Bewusstsein der Öffentlichkeit zu erhalten. Als Erfolg dieser Anstrengungen begann im Dezember 2009 die vollständige Restaurierung der Orgel mit Wiederherstellung des Originalzustandes.
Die Orgelrestaurierung wurde von der Orgelbaufirma Reinhard Hüfken aus Halberstadt ausgeführt. Im Rahmen der Feierlichkeiten 600 Jahre Moritzkirche weihte Bischof Gerhard Feige die vollständig restaurierte Orgel am 18. September 2011 wieder ein. Seit dieser originalgetreuen Rückführung besitzt das Instrument wieder seine ursprüngliche Disposition von 1925/27.
Gemäß der fachlichen Stellungnahme des Landesamtes für Denkmalpflege Sachsen-Anhalt vom 16. August 2005 ist die historische Sauer-Orgel der Moritzkirche als fester Bestandteil der Ausstattung dieser Kirche Teil eines Kulturdenkmals. Auch unabhängig von diesem Zusammenhang sei das Instrument als Denkmalorgel von hervorragendem orgelbaugeschichtlichem und musikalischem Wert einzuschätzen und nach den Bestimmungen des Denkmalschutzgesetzes zu behandeln.

## Technische Daten

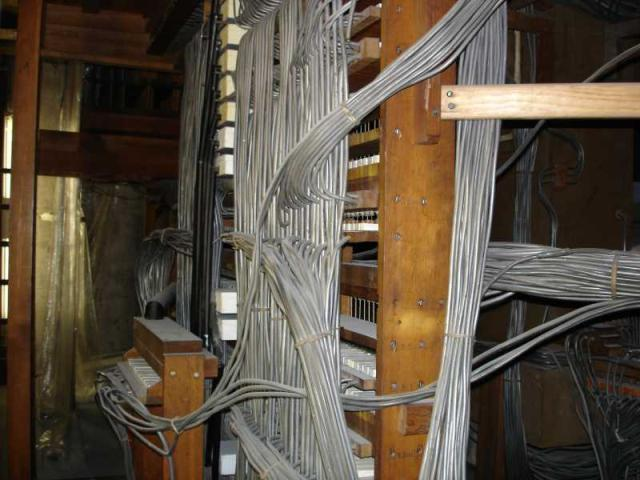
Pneumatischer Koppelapparat der Sauer-Orgel

- 59 Register + 4 Transmissionen, Pfeifenreihen, Pfeifen.
- Windlade: Taschenlade.
- Spieltisch(e):
  - Freistehend.
  - 3 Manuale.
  - Pedal.
  - Registerwippen.
- Traktur:
  - Tontrakur: Pneumatisch
  - Registertraktur: Pneumatisch

## Organisten
- Adolf Wieber
- 1943–1957: Heinz Wunderlich (* 25. April 1919, † 10. März 2012)
- 1957–1969: Helmut Gleim (* 3. Juli 1935, † 5. November 2020)
- 1979–2005: Ernestine Frost (* 14. November 1941, † 25. November 2013)
- 2005–2011: Florian Kleidorfer
- 2011–2012: Tobias Geuther (Vakanz-Vertretung, ehrenamtlich)
- seit 2013: Tobias Fraß